# Петронилла
(Ауре́лия) Петрони́лла (лат. Aurelia Petronilla; I или III век) — святая мученица Римская. Дни памяти — 31 мая, 8 октября.
Святая Петронилла согласно одному из преданий была дочерью святого апостола Петра. Другие источники сообщают, что она могла быть не дочерью, но служанкой или духовной дочерью апостола Петра, которую он излечил от паралича.

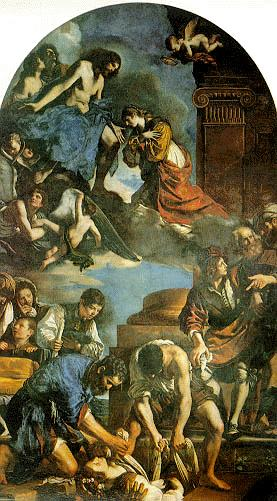
Гверчино. Погребение св. Петрониллы, 1621—22

Одно из преданий гласит, что она была весьма хороша собой, отчего св. Петр запер её в башне, чтобы уберечь её от претендующих на её руку мужчин. Когда благородный язычник по имени Флакк возжелал на ней жениться, св. Петронилла пошла на голодовку, от которой и умерла.
Почти все списки погребений наиболее чтимых мучеников упоминают могилу св. Петрониллы на Ардеатинской дороге  около свв.  Нерея и Ахиллея. Эти записки были полностью подтверждены во время раскопок в катакомбах Домитиллы. Одно из топографических описаний могил римских мучеников, Epitome libri de locis sanctorum martyrum, указывает на храм св. Петрониллы на Ардеатинской дороге, где были похоронены как она сама, так и свв. Нерей и Ахиллей.
Этот храм, построенный в упомянутых катакомбах, был обнаружен, все упомянутые мемориалы найдены, что устранило последние сомнения относительно могил трёх святых, обнаруженных там.
Изображение, на котором св. Петронилла представлена встречающей на небесах больного человека по имени Венеранда, было обнаружено на покрывающем могилу камне в подземной крипте позади апсиды базилики. Около изображения святой имеется надпись: Petronilla Mart[yr]. Изображение было изготовлено вскоре после 356 года, что подтверждается надписью, обнаруженной на могиле.

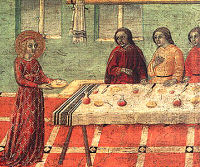
Сано ди Пьетро. Святая Петронилла.

Таким образом, достоверно установлено, что св. Петронилла в IV веке почиталась в Риме как мученица, в то время как более поздние предания описывают её лишь как деву. Другим известным, хотя и не сохранившимся свидетельством, был мраморный саркофаг, в котором почивали мощи св. Петрониллы, перенесённые при папе Римском Павле I в соборе святого Петра. В подтверждение этому согласно Liber Pontificalis надпись на саркофаге имела вид: Aureae Petronillae Filiae Dulcissimae («златой Петронилле, сладчайшей дочери»). Саркофаг был обретен в посвящённой св. Петронилле часовне в старой базилике св. Петра при Папе Римском Сиксте IV, который поспешил известить о том Людовика XI. Из записей XVI века об этом саркофаге следует, что первое слово было Aur. (Aureliae), т. е. имя мученицы было Аурелия Петронилла. Второе имя происходит от Петро (Petro) или Петроний (Petronius), и так как имя прадеда христианского консула Тита Флавия Клемента было Тит Флавий Петро, очень возможно, что св. Петронилла была родственницей христиан из династии Флавиев, происходившего из семьи сенаторов Аурелиев. Эта теория также поясняет, почему св. Петронилла была погребена в катакомбах Флавии Домитиллы. Как и св. Домитилла, быть может св. Петронилла пострадала не позднее гонений времён императора Домициана.